# Бегущий по льду
«Бегущий по льду» (англ. The Ice Runner) — американский кинофильм 1993 года режиссёра Бэрри Самсона, снятый с участием России. В фильме снялись как американские, так и русские актёры. Главные роли в фильме исполнили Эдвард Элберт, Ольга Кабо, Виктор Вонг, Евгений Лазарев, Бэзил Хоффман и Александр Кузнецов.

## Сюжет
Действие фильма начинается в 1988 году в Москве на Красной площади. Американский агент разведки Джеффри Уэст приехал в Советский Союз, чтобы купить оружие и передать его моджахедам в Афганистане. Но агенты КГБ начеку и арестовывают его в момент передачи взятки министру финансов СССР.
Михаил Горбачёв хочет предать огласке это дело и для того чтобы не вышло международного скандала, начальство ЦРУ уговаривает Джеффри взять всю вину на себя и сказать, что он действовал один и не связан с Америкой. Джеффри соглашается, надеясь на то, что свои вытащат его из передряги.
Но его судят в СССР и он получает 12 лет в урановых рудниках в Каргополе. Теперь он мечтает только о побеге. По пути следования на рудники поезд терпит аварию. Джеффри удаётся найти документы мёртвого преступника-убийцы Ивана Поповского и поменять их на свои. Убийце грозило всего лишь несколько лет в колонии общего режима.

## В ролях
- Эдвард Элберт — Джеффри Уэст
- Ольга Кабо — Лена Поповская
- Виктор Вонг — Фёдор
- Евгений Лазарев — Николай Антонов, начальник лагеря (в титрах — «Колья»)
- Александр Кузнецов — Петров
- Сергей Рубан — Горский, пахан
- Билл Борди — Эд Росс
- Олег Видов — советский прокурор
- Джин Шерер — глава суда
- Владимир Сошальский — адвокат
- Бэзил Хоффман — Крак, американский адвокат
- Павел Махотин — советский министр Черняков
- Борис Хмельницкий — Орхан, охотник
- Наталья Шульгина — Анна
- Галина Воронина — Капитолина
- Павел Белозёров — Константин, тюремный татуировщик
- Владимир Шапорец — Глеб
- Александр Ильин — Иван Поповский
- Вадим Вильский — поп (в титрах Владимир Вильский)
- Александр Пепеляев — лейтенант
- Александр Яцко (в титрах — Алексей Яцко) — Дмитрий
- Юрий Павлов — охранник
- Михаил Бочаров — охранник
- Виктор Воронцов — заключённый (в титрах Виктор Ивахненко)
- Юрий Оборотов — заключённый
- Юрий Колобков — заключённый
- Михаил Калинкин — заключённый
- Андрей Леонов — заключённый
- Любовь Полякова — женщина в поезде

## Другие названия
- Бегущий по тонкому льду

## Дополнительная информация
- Фильм частично (проживание в колонии) снимался в городе Ярославле, вблизи посёлка Заволжье.